# IParty with Victorious
IParty with Victorious is de tweede film van de Amerikaanse jeugdserie iCarly, voor het eerst uitgezonden in 2011. Het is een cross-overfilm waarin zowel iCarly- als Victorious-personages voorkomen. Het is ook als een driedelige aflevering uitgezonden in het vierde seizoen van iCarly.

## Plot
Carly heeft een relatie met een jongen genaamd Steven Carson (Cameron Deane Stewart), die zijn tijd verdeelt tussen zijn gescheiden ouders in Seattle en Los Angeles. Om de maand gaat Steven naar Los Angeles, waar hij ook een relatie heeft met Tori Vega (Victoria Justice), die op Hollywood Arts zit, een middelbare school voor de podiumkunsten. Robbie Shapiro (Matt Bennett), een sociaal onhandige vriend van Tori, zet een foto van Steven en Tori online, die Carly uiteindelijk ziet. Ze ontkent in eerste instantie dat Steven een relatie met Tori heeft, maar Sam wil bewijzen dat het wel zo is. Ze vindt Rex' tweet over een feest waarbij iedereen uitgenodigd is bij het huis van acteur en komiek Kenan Thompson.
Spencer rijdt de groep naar Los Angeles, waar Carly, Sam, Freddie, Gibby en Spencer op bezoek gaan bij Spencers ex-vriendin, die toevallig een ervaren make-upartiest is. Zij geeft de iCarly-leden een make-over om te voorkomen dat zij worden opgemerkt door anderen. Ze gaan daarna naar het huis van Thompson, waar Andre Harris (Leon Thomas III), een andere vriend van Tori, verantwoordelijk is voor het feest, waarvan ze het vermoeden hebben dat Steven en Tori aanwezig zijn. Als ze daar zijn, splitsen ze zich op om naar Steven te zoeken. Spencer gaat ondertussen ontspannen in de jacuzzi, omdat hij rugpijn heeft door 5 uur in een kunstbeeld te hebben gezeten. Bij de jacuzzi ontmoet hij Mr. Sikowitz, Beck en Jade. Carly ziet uiteindelijk dat Steven dezelfde armband geeft aan Tori en ze kussen met elkaar (wat hij ook met Carly heeft gedaan). Carly geeft toe dat Sam gelijk heeft.
De iCarly-leden verwijderen hun vermommingen en Tori en Carly zien elkaar. Na de verklaringen over hun problemen bedenken Carly en Tori een plan om wraak te nemen op Steven. Deze is naar een kast gelokt, waar hij denkt dat hij zal kussen met Tori. In plaats daarvan komt hij, wanneer hij de kast ingaat, in een iCarly-webcast terecht met Carly, Sam, Kenan en Tori, die live op internet wordt bekeken door een miljoen kijkers. Steven had een relatie met Carly en Tori, maar ze hebben het met hem uitgemaakt. Steven wordt vernederd en gaat weg. Later zingen de iCarly-leden samen met die van Victorious een lied genaamd Leave It All to Shine.
Verder heeft Cat een keelontsteking waardoor zij niet kan praten. Lane geeft haar een hoofdband om toch met iemand te kunnen communiceren. Trina moet op de dag van feest babysitten. Zij neemt de twee kinderen mee naar het feest, maar dat loopt niet goed af. Andre en Kenan moeten een pandabeer grijpen, omdat de pandabeer Andre met een tennisracket op zijn achterwerk slaat en Kenan al drie keer met de pandabeer te maken heeft gehad. Robbie heeft een beker limonade over de laptop van de dj gemorst. De dj besluit een freestyle-rapwedstrijd te houden. Robbie heeft een slechte rap, maar Rex heeft een veel betere rap. Dan neemt Sam het tegen Rex op. Zij deed het veel beter en Rex wordt vernederd.

## Rolverdeling

### VaniCarly
- Miranda Cosgrove als Carly Shay
- Jennette McCurdy als Sam Puckett
- Nathan Kress als Freddie Benson
- Jerry Trainor  als Spencer Shay
- Noah Munck als Gibby Gibson

### VanVictorious
- Victoria Justice als Tori Vega
- Leon Thomas III als André Harris
- Matt Bennett als Robbie Shapiro
- Elizabeth Gillies als Jade West
- Ariana Grande als Cat Valentine
- Avan Jogia als Beck Oliver
- Daniella Monet als Trina Vega

### Speciale gastacteurs
- Kenan Thompson als zichzelf
- David St. James als Mr. Howard
- Mary Scheer als Marissa Benson
- Jake Farrow als Rex Powers (alleen stem)
- Marilyn Harris als Mrs. Harris
- Eric Lange als Mr. Sikowitz
- Lane Napper als Lane Alexander
- Michael Eric Reid als Sinjin Van Cleef

### Gastacteurs
- Erik Betts als De Pandabeer
- Justin Castor als Mark
- Jen Lilley als Monie
- Kwame Patterson als DJ Mustang
- Cierra Russell als Mabel
- Walt Shoen als Wilson
- Cameron Deane Stewart als Steven Carson

## Muziek
Aan het einde van de film wordt Leave It All to Shine ten gehore gebracht, de nieuwe single van iCarly en Victorious. Hij is ingezongen door Miranda Cosgrove, Victoria Justice en de andere acteurs. De single werd uitgebracht op 22 mei 2011 en de bijbehorende videoclip op 11 juni van dat jaar. Deze single heeft de Billboard Hot 100 niet bereikt, maar wel de 24 e plaats van de Bubbling Under Hot 100 Singles.
Verder werden er tijdens het feest de volgende liedjes gebruikt als achtergrondmuziek: The Joke Is on You van Niki Watkins, Give It Up van Elizabeth Gillies en Ariana Grande (uit de Victorious-aflevering Freak the Freak Out) en Number One (My World) van (de fictionele) Ginger Fox.

## Kijkcijfers
Het aantal kijkers in de Verenigde Staten was 7,3 miljoen. Met making-of was het 3,7 miljoen kijkers. In Nederland keken er 190.000 kijkers, wat Party with Victorious de best bekeken uitzending maakte van 8 oktober 2011 op Nickelodeon in Nederland.